# Jason Statham
Jason Statham (Shirebrook, 26 luglio 1967) è un attore, produttore cinematografico, artista marziale ed ex modello britannico.
Tra gli attori di film d'azione più popolari al mondo, Statham ha avuto un ruolo importante nel dare nuova popolarità al genere a partire dagli anni 2000. Le sue pellicole hanno incassato un totale di oltre 8 miliardi di euro, rendendolo uno degli attori più popolari di sempre.
Conosciuto per i suoi ruoli nei film di Guy Ritchie, come Lock & Stock - Pazzi scatenati (1998) e Snatch - Lo strappo (2000), è apparso in numerosi film thriller e d'azione, come la trilogia di Transporter (2002-2008), Crank (2006), Rogue - Il solitario (2007), la popolare serie di film The Expendables (2010-2023), il monster movie Shark - Il primo squalo (2018) e il suo sequel Shark 2 - L'abisso (2023).
Nel 2013 Statham approda nella saga di Fast & Furious: vi debutta interpretando Deckard Shaw in un cameo in Fast & Furious 6, riprendendo tale ruolo in Fast & Furious 7 (2015) come antagonista principale, in Fast & Furious 8 (2017) come personaggio di supporto, nello spin-off Fast & Furious - Hobbs & Shaw (2019) come protagonista al fianco di Dwayne Johnson, poi di nuovo per un cameo in Fast & Furious 9 - The Fast Saga (2021), e come personaggio di supporto in Fast X (2023).
Nel 2015 Statham recita nel film Spy, interpretando il ruolo comico di Rick Ford, parodia dei personaggi duri e inarrestabili che lo hanno reso famoso. La sua interpretazione viene apprezzata dalla critica e l'attore viene anche candidato al Critics' Choice Movie Award come miglior attore in un film commedia.
Normalmente l'attore gira in prima persona le scene di combattimento dei suoi film e in molti casi interpreta anche le sequenze d'azione più pericolose senza ricorrere a controfigure.

## Biografia
Secondogenito di una ballerina e di un cantante, inizia a interessarsi alla recitazione dopo aver preso parte ad alcuni spot pubblicitari. Si distingue anche come sportivo. Dagli 11 ai 16 anni affianca agli studi il calcio, giocando con Vinnie Jones (futuro attore anche lui), per poi dedicarsi ai tuffi e diventare, per dodici anni, uno degli atleti della squadra nazionale inglese. Partecipa come tuffatore ai XIV Giochi del Commonwealth del 1990. È anche un praticante di arti marziali, come Karate, boxe tailandese, Wing Chun Kung-Fu, Krav Maga, taekwondo, kickboxing, jiu jitsu brasiliano e MMA ed è un grande ammiratore di Bruce Lee.

### Carriera
Quando lascia l'attività agonistica come tuffatore inizia a lavorare come modello, attività che lo porta a girare uno spot per la Lee Jeans e all'attenzione del regista Guy Ritchie, che gli offre l'occasione di recitare nei suoi film Lock & Stock - Pazzi scatenati e Snatch - Lo strappo.

#### Anni duemila: esordi e primi successi

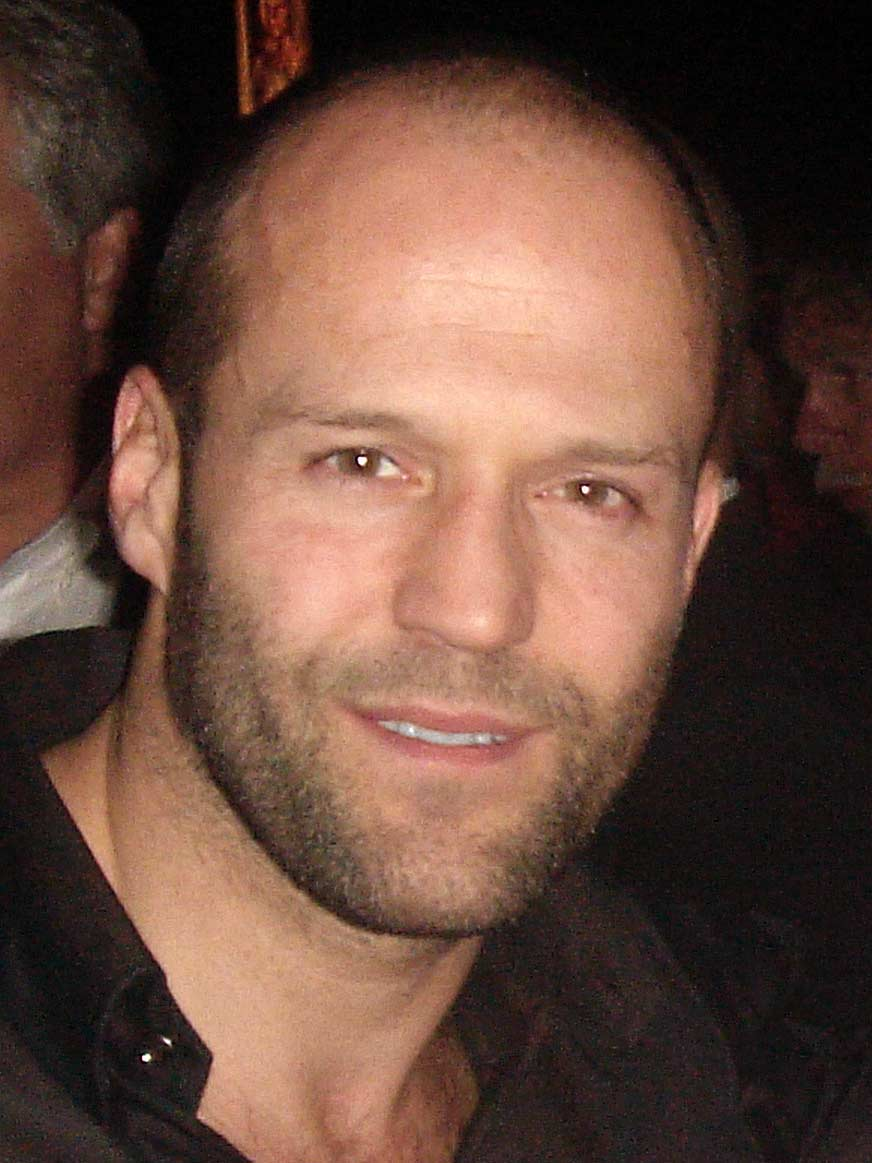
Jason Statham nel 2007

Nel 2001 compare in The One, accanto a Jet Li, e in Fantasmi da Marte di John Carpenter. Nello stesso anno recita accanto all'ex calciatore, suo amico d'infanzia, Vinnie Jones, nel film Mean Machine, nel ruolo dello psicopatico Monaco (The Monk). La pellicola è un remake del celebre film del 1974 Quella sporca ultima meta. Nel 2002 ottiene il suo primo ruolo da protagonista assoluto grazie a Luc Besson che da produttore lo ingaggia per il film d'azione The Transporter (e poi anche per i suoi due seguiti, Transporter: Extreme, del 2005, e Transporter 3, del 2008); Statham interpreta Frank Martin, ex-mercenario delle forze speciali, specializzato nel trasporto di pacchi top secret, che aiuta la giovane Lai (Shu Qi) a fermare il traffico illegale di cinesi in territorio francese, con l'aiuto dell'ispettore di polizia Tarconi (François Berléand).
Nel 2003 recita accanto a Mark Wahlberg e Charlize Theron nel film d'azione The Italian Job, remake del film del 1969 Un colpo all'italiana (The Italian Job) di Peter Collinson, con Michael Caine. Statham presta anche la voce a un paio di videogame, Red Faction II e Call of Duty. Nel 2004 fa un cameo in Collateral di Michael Mann e ottiene una parte nel thriller d'azione Cellular, accanto a Chris Evans e Kim Basinger.
Nel 2005 l'attore riprende i panni di Frank Martin nel secondo capitolo della saga di Transporter, Transporter: Extreme, dove lo affianca l'attore italiano Alessandro Gassmann. Lo stesso anno compare in altri tre film: Revolver e In the Name of the King, entrambi accanto a Ray Liotta, e London. Nel 2006 recita nel film d'azione Caos, accanto a Wesley Snipes, ed è protagonista, con Amy Smart, del film d'azione Crank del duo Mark Neveldine-Brian Taylor, oltre a un cameo nella commedia La Pantera Rosa, con Steve Martin.
Nel 2007 torna nel set insieme a Jet Li per il film d'azione Rogue - Il solitario. Nel 2008 compare nel film poliziesco La rapina perfetta e nel thriller d'azione Death Race, remake di Anno 2000 - La corsa della morte (Death Race 2000), del 1975 con David Carradine e Sylvester Stallone. Sempre nello stesso anno riprende i panni di Frank Martin in Transporter 3 di Olivier Megaton. Nel 2009 recita di nuovo insieme ad Amy Smart in Crank: High Voltage, seguito del film Crank, del 2006.

#### Anni duemiladieci: il successo mondiale
Nel 2010 è nel cast del film d'azione I mercenari - The Expendables di e con Sylvester Stallone; Jason Statham interpreta Lee Christmas, secondo in comando di un piccolo gruppo internazionale di esperti mercenari guidati dall'abile Barney Ross (Sylvester Stallone). Nel 2011 Statham è Arthur Bishop nel film Professione assassino (The Mechanic) di Simon West, remake dell'omonimo film, del 1972, di Michael Winner, con Charles Bronson. Sempre nello stesso anno è protagonista del film Killer Elite, con Clive Owen e Robert De Niro. Nel 2012 interpreta Luke Wright, ex agente speciale della NYPD, che protegge dalla mafia cinese Mei, una bambina cinese dotata di capacità intellettive particolari, nel film d'azione Safe di Boaz Yakin.
Sempre nel 2012 riprende il ruolo di Lee Christmas nel secondo film della saga degli Expendables, I mercenari 2, diretto da Simon West; sono per la prima volta tutte assieme in un film star del cinema d'azione come Arnold Schwarzenegger, Bruce Willis, Chuck Norris, Jean-Claude Van Damme e Scott Adkins, che vanno a unirsi a Sylvester Stallone, Jet Li, Dolph Lundgren, Terry Crews e Randy Couture già presenti nel primo film della saga. Il 1º agosto 2012 viene ufficializzato il progetto del film action-thriller Homefront, in cui Jason Statham è il protagonista con James Franco antagonista; lo sceneggiatore del film è Sylvester Stallone e il regista è Gary Fleder.

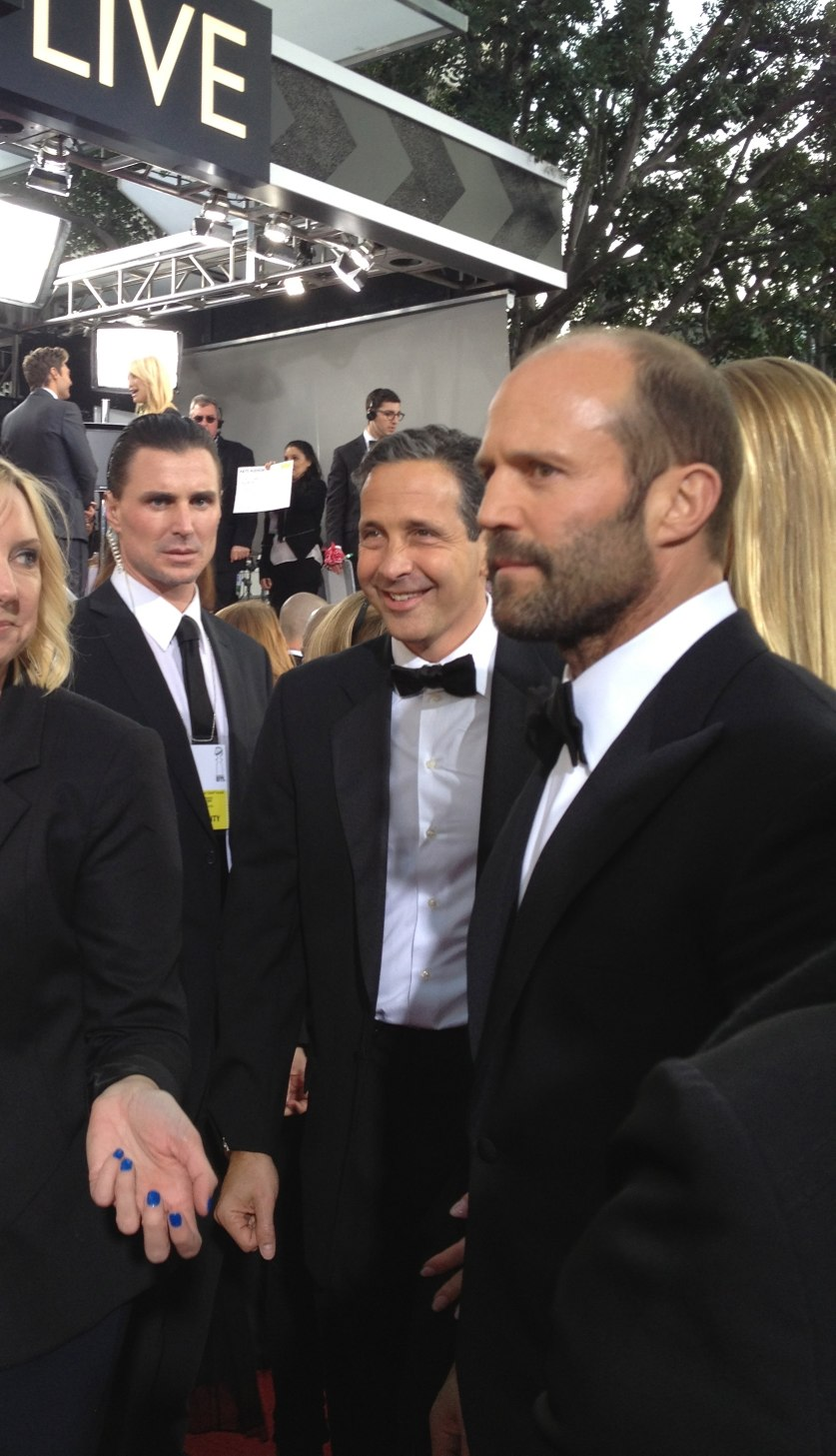
Jason Statham alle premiazioni del Golden Globe 2013

Nel 2013 recita un cameo nel film Fast & Furious 6, dove interpreta il fratello di Owen Shaw (Luke Evans). Sempre nello stesso anno è protagonista del thriller d'azione Parker di Taylor Hackford, accanto a Jennifer Lopez; Statham interpreta il personaggio di Parker, protagonista della saga letteraria scritta da Donald E. Westlake, portato sul grande schermo precedentemente anche da Mel Gibson in Payback - La rivincita di Porter, del 1999, e da Lee Marvin in Senza un attimo di tregua, del 1967. Ancora nel 2013 partecipa al film Redemption - Identità nascoste. Sempre nello stesso anno Bruce Willis indica Jason Statham e Daniel Craig come le nuove star del cinema d'azione.
Nel 2014 Statham riprende il ruolo di Lee Christmas nel terzo film della saga degli Expendables, I mercenari 3; a Sylvester Stallone, Arnold Schwarzenegger, Dolph Lundgren, Randy Couture, Terry Crews e Jet Li, già presenti nei primi due film, si aggiungono Mel Gibson, Harrison Ford, Wesley Snipes, Antonio Banderas, Kellan Lutz, Ronda Rousey e Victor Ortiz. Nello stesso anno Statham viene inserito nella International Sports Hall of Fame.
Nel 2015 partecipa a Fast & Furious 7 come antagonista principale di Vin Diesel, interpretando Deckard Shaw, fratello di Owen Shaw. Il film diventa l'undicesimo maggiore incasso della storia del cinema, nonché il film della serie Fast and Furious con gli incassi maggiori, con un guadagno complessivo di $1,515,342,457. Nello stesso anno è nel cast dell'action comedy di spionaggio Spy, accanto a Melissa McCarthy e Jude Law e dell'action thriller Joker - Wild Card, diretto da Simon West, remake di Black Jack, interpretato nel 1986 da Burt Reynolds. La sua interpretazione di Rick Ford nel film Spy viene apprezzata dalla critica e l'attore viene anche candidato al Critics' Choice Movie Award come miglior attore in un film commedia. Nel giugno 2015 trapela la notizia delle trattative tra l'attore Jason Statham e la Marvel per l'assegnazione del ruolo di Bullseye nella seconda stagione di Daredevil. Contestualmente, in occasione di una intervista rilasciata al sito I 400 Calci per la promozione del suo film Spy, l'attore afferma che recitare in un film di supereroi, in particolare uno dell'Universo Marvel, non gli interessa molto, perché fanno un uso eccessivo di green screen e CGI nelle scene di azione. Nel 2016 Jason Statham viene scelto come testimonial del cellulare LG G5.
Sempre nel 2016 riprende il ruolo di Arthur Bishop in Mechanic: Resurrection, seguito del film Professione assassino (The Mechanic), del 2011, accanto a Jessica Alba, Tommy Lee Jones e Michelle Yeoh. Nonostante l'accoglienza negativa da parte della critica, la pellicola ha successo al botteghino. Il 14 aprile 2016 viene annunciato che Jason Statham sarà il protagonista del film Meg, tratto dall'omonimo romanzo di fantascienza scritto da Steve Alten, accanto a Li Bingbing, Ruby Rose e Jessica McNamee. Le riprese del film iniziano il 13 ottobre 2016 in Nuova Zelanda.
Il 17 gennaio 2017 debutta su YouTube e Facebook una pubblicità del Super Bowl che mette in scena Jason Statham e Gal Gadot per Wix.com. Nel marzo 2017 Statham, dopo avere già espresso in passato la sua ammirazione per Sylvester Stallone come icona del cinema d'azione, dichiara in una intervista a Men's Health che per lui Stallone rappresenta un esempio di vita da seguire. Sempre nel 2017 Jason Statham riprende il ruolo di Deckard Shaw nell'ottavo film della saga di Fast & Furious, ma, come già avvenuto per altri personaggi della stessa saga (Brian O'Conner, Luke Hobbs, ...), da antagonista che era, nel precedente capitolo, anche Deckard Shaw diventa alla fine un membro della "famiglia" di Dominic Toretto. In occasione della uscita del film nelle sale, Chris Morgan e lo stesso Statham rivelano che il personaggio di Deckard Shaw tornerà ancora nei capitoli successivi della saga. Il 21 aprile il sito Deadline.com rivela che la Universal Pictures sta preparando uno spin-off di Fast & Furious, con protagonisti Dwayne Johnson e Jason Statham, incentrato sui personaggi di Luke Hobbs e Deckard Shaw. Successivamente viene confermato che lo spin-off, diretto da David Leitch, arriverà nelle sale statunitensi il 2 agosto 2019 e che le riprese inizieranno nel settembre 2018. Nello stesso anno, durante la promozione di Spider-Man: Homecoming, Kevin Feige, il presidente dei Marvel Studios, ha rivelato che Statham è stato nuovamente considerato per un altro ruolo nel Marvel Cinematic Universe, ma la cosa non è andata in porto. Fra i ruoli di personaggi Marvel Comics che avrebbe rifiutato Statham, ci sarebbe stato anche quello di Capitan Bretagna, ipotizzato inizialmente dalla Marvel per il film Captain America: Civil War.
Nell'agosto 2018 il successo al botteghino di Shark - Il primo squalo (The Meg), di cui Statham è protagonista, segna un altro punto importante nella carriera dell'attore inglese. Il film, infatti, incassando al box-office mondiale la ragguardevole cifra di 527,8 milioni di dollari, batte il record precedente, per una coproduzione americana e cinese, di Kung Fu Panda 3, fermatosi a 521 milioni di dollari di incasso globale.
Nell'agosto 2019, arriva nelle sale lo spin-off Fast & Furious - Hobbs & Shaw, con protagonista Statham al fianco di Dwayne Johnson. Il film incassa 760 milioni di dollari in tutto il mondo, diventando il decimo film con il maggior incasso del 2019, e riceve recensioni generalmente positive dalla critica, con elogi per la performance di Statham. Il successo del film, sviluppato come costola totalmente indipendente rispetto alla saga principale, fa partire la progettazione di un possibile sequel.

#### Anni duemilaventi: sequel e nuovi progetti
Nel gennaio 2020 è stato annunciato che Patrick Hughes avrebbe diretto The Man from Toronto, con Jason Statham e Kevin Hart come protagonisti. A marzo, Statham è uscito bruscamente dal progetto sei settimane prima delle riprese dopo essersi scontrato con i produttori sulla classificazione del film e Woody Harrelson è stato scelto per sostituirlo.
Nel 2021 è protagonista di La furia di un uomo - Wrath of Man, per la regia di Guy Ritchie; la pellicola segna la quarta collaborazione tra il regista e Statham. Nello stesso anno torna a interpretare Deckard Shaw, ma solo per un cameo, in Fast & Furious 9 - The Fast Saga.
Nel 2022, Statham ha fondato la sua società di produzione, Punch Palace Productions.
Nel 2023 è di nuovo diretto da Guy Ritchie in Operation Fortune, con Aubrey Plaza, Hugh Grant e Josh Hartnett, e riprende nuovamente il ruolo di Deckard Shaw in Fast X, decima pellicola della saga di Fast & Furious. Sempre nel 2023 riprende i ruoli di Jonas Taylor nel film Shark 2 - L'abisso, sequel di Shark - Il primo squalo e di Lee Christmas nel quarto film della saga degli Expendables, I mercenari 4 - Expendables. 
Il 28 ottobre 2023 viene annunciato che Jason Statham sarà il protagonista di Levon's Trade, un action movie diretto da David Ayer e scritto da Sylvester Stallone. Nelle intenzioni dei produttori, il film potrebbe rappresentare l'inizio di un nuovo franchise basato sulla popolare serie di romanzi di Chuck Dixon sull'ex agente Black Ops "Levon Cade", al primo libro della quale serie (intitolato anch'esso Levon's Trade come il film) è ispirato appunto lo script di Stallone. Nel dicembre 2024 il film viene reintitolato A Working Man e uscirà il 28 marzo 2025 negli Usa e il 10 aprile 2025 in Italia.
Nel 2024 è protagonista del film The Beekeeper, sempre diretto da David Ayer.
In occasione di una intervista, al Red Sea Film Festival, sul film The Beekeeper e sul suo prossimo film scritto da Sylvester Stallone, dichiara: «Appartengo alla vecchia scuola del cinema anni ottanta, sono stato ispirato da gente come [Sylvester] Stallone e Arnold [Schwarzenegger]».
A maggio viene annunciato che Statham sarà protagonista di un nuovo film d'azione di Baltasar Kormákur e del thriller Mutiny di Jean-François Richet.
A febbraio 2025 viene annunciato che Jason Statham tornerà a vestire i panni di Adam Clay in The Beekeeper 2, la cui riprese partiranno in autunno.

## Vita privata
Dal 1997 al 2004 ha avuto una relazione con la modella Kelly Brook. Dal 2010 iniziò a frequentare Rosie Huntington-Whiteley, supermodella e attrice britannica, con la quale si è fidanzato ufficialmente nel gennaio 2016. La coppia ha un figlio, Jack Oscar, nato il 24 giugno 2017. Il 2 febbraio 2022 nasce la seconda figlia della coppia, Isabella James.
Statham è cintura nera di karate.

## Filmografia

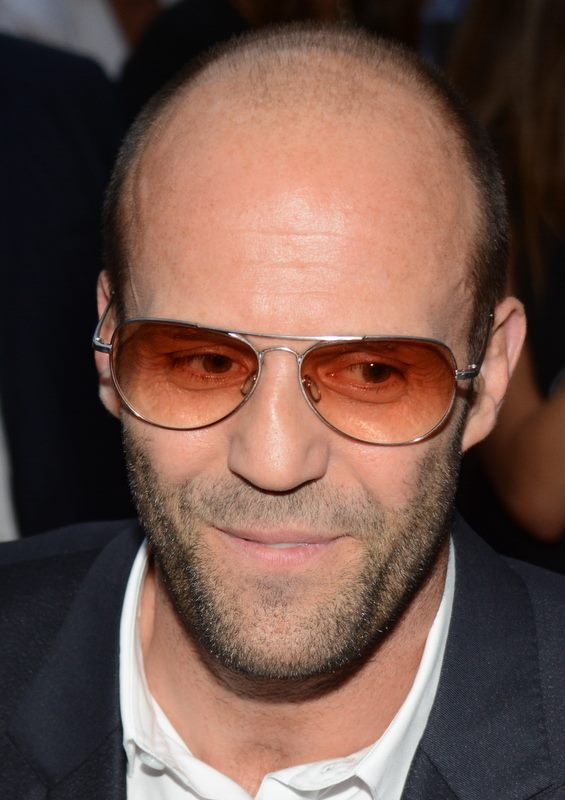
Jason Statham alla presentazione de I mercenari 3 nel 2014

### Attore
- Lock & Stock - Pazzi scatenati (Lock, Stock and Two Smoking Barrels), regia di Guy Ritchie (1998)
- Snatch - Lo strappo (Snatch), regia di Guy Ritchie (2000)
- Turn It Up, regia di Robert Adetuyi (2000)
- Fantasmi da Marte (Ghosts of Mars), regia di John Carpenter (2001)
- The One, regia di James Wong (2001)
- Mean Machine, regia di Barry Skolnick (2001)
- The Transporter, regia di Louis Leterrier e Corey Yuen (2002)
- The Italian Job, regia di F. Gary Gray (2003)
- Collateral, regia di Michael Mann (2004)
- Cellular, regia di David R. Ellis (2004)
- Transporter: Extreme (Transporter 2), regia di Louis Leterrier (2005)
- London, regia di Hunter Richards (2005)
- Revolver, regia di Guy Ritchie (2005)
- Caos (Chaos), regia di Tony Giglio (2005)
- La Pantera Rosa (The Pink Panther), regia di Shawn Levy (2006)
- Crank, regia di Mark Neveldine e Brian Taylor (2006)
- In the Name of the King (In the Name of the King: A Dungeon Siege Tale), regia di Uwe Boll (2007)
- Rogue - Il solitario (War), regia di Philip G. Atwell (2007)
- La rapina perfetta (The Bank Job), regia di Roger Donaldson (2008)
- Death Race, regia di Paul W. S. Anderson (2008)
- Transporter 3, regia di Olivier Megaton (2008)
- Crank: High Voltage, regia di Mark Neveldine e Brian Taylor (2009)
- 13 - Se perdi... muori (13), regia di Géla Babluani (2010)
- I mercenari - The Expendables (The Expendables), regia di Sylvester Stallone (2010)
- Professione assassino (The Mechanic), regia di Simon West (2011)
- Blitz, regia di Elliott Lester (2011)
- Killer Elite, regia di Gary McKendry (2011)
- Safe, regia di Boaz Yakin (2012)
- I mercenari 2 (The Expendables 2), regia di Simon West (2012)
- Parker, regia di Taylor Hackford (2013)
- Fast & Furious 6 (Furious 6), regia di Justin Lin (2013) – cameo
- Redemption - Identità nascoste (Hummingbird), regia di Steven Knight (2013)
- Homefront, regia di Gary Fleder (2013)
- I mercenari 3 (The Expendables 3), regia di Patrick Hughes (2014)
- Joker - Wild Card (Wild Card), regia di Simon West (2015)
- Fast & Furious 7 (Furious 7), regia di James Wan (2015)
- Spy, regia di Paul Feig (2015)
- Mechanic: Resurrection, regia di Dennis Gansel (2016)
- Fast & Furious 8 (The Fate of the Furious), regia di F. Gary Gray (2017)
- Shark - Il primo squalo (The Meg), regia di Jon Turteltaub (2018)
- Fast & Furious - Hobbs & Shaw (Fast & Furious Presents: Hobbs & Shaw), regia di David Leitch (2019)
- La furia di un uomo - Wrath of Man (Wrath of Man), regia di Guy Ritchie (2021)
- Fast & Furious 9 - The Fast Saga (F9: The Fast Saga), regia di Justin Lin (2021) – cameo non accreditato
- Operation Fortune (Operation Fortune: Ruse de Guerre), regia di Guy Ritchie (2023)
- Fast X, regia di Louis Leterrier (2023)
- Shark 2 - L'abisso (Meg 2: The Trench), regia di Ben Wheatley (2023)
- I mercenari 4 - Expendables (Expend4bles), regia di Scott Waugh (2023)
- The Beekeeper, regia di David Ayer (2024)
- A Working Man, regia di David Ayer (2025)

### Doppiatore
- Red Faction II – videogioco (2002)
- Call of Duty – videogioco (2003)
- Gnomeo e Giulietta (Gnomeo & Juliet), regia di Kelly Asbury (2011)
- Sniper X with Jason Statham – videogioco (2015)

### Produttore
- Fast & Furious - Hobbs & Shaw (Fast & Furious Presents: Hobbs & Shaw), regia di David Leitch (2019)
- Shark 2 - L'abisso (Meg 2: The Trench), regia di Ben Wheatley (2023)
- I mercenari 4 - Expendables (Expend4bles), regia di Scott Waugh (2023)
- The Beekeeper, regia di David Ayer (2024)
- A Working Man, regia di David Ayer (2025)

## Videoclip
- Comin' On – The Shamen (1992)
- Run to the Sun – Erasure (1994)
- Everyday – Incognito (1995)
- Dream A Little Dream – The Beautiful South (1995)
- Summer – Calvin Harris (2014)

## Altri media
Nella serie a fumetti Ultimate Spider-Man della Marvel Comics, il personaggio dell'Avvoltoio (Vulture) è stato disegnato dall'artista Mark Bagley per assomigliare all'attore Statham, secondo le istruzioni dello scrittore Brian Michael Bendis.

## Riconoscimenti
- Alliance of Women Film Journalists
  - 2016 – Candidatura al premio per la maggior differenza di età tra l'innamorato e il suo interesse amoroso (con Jessica Alba) per Mechanic: Resurrection[87]
- Critics' Choice Movie Award
  - 2015 – Candidatura al miglior attore in un film commedia per Spy[88]
- Teen Choice Awards
  - 2015 – Candidatura al miglior cattivo per Fast & Furious 7[89]
- Women Film Critics Circle Awards
  - 2006 – Personaggio maschile più offensivo per Crank[90]

## Doppiatori italiani
Nelle versioni in italiano delle opere in cui ha recitato, Jason Statham è stato doppiato da:
- Francesco Prando in I mercenari - The Expendables, Safe, I mercenari 2, Fast & Furious 6, I mercenari 3, Joker - Wild Card, Fast & Furious 7, Spy, Mechanic: Resurrection, Fast & Furious 8, Fast & Furious - Hobbs & Shaw, La furia di un uomo - Wrath of Man, Fast & Furious 9 - The Fast Saga, Operation Fortune, Fast X, I mercenari 4 - Expendables, The Beekeeper, A Working Man
- Pasquale Anselmo in The Italian Job, Caos, In the Name of the King, Rogue - Il solitario, La rapina perfetta, Homefront
- Massimo Rossi in The Transporter, Transporter: Extreme, Death Race, Transporter 3, Blitz
- Massimo De Ambrosis in Crank, Crank: High Voltage, Killer Elite
- Fabio Boccanera in Shark - Il primo squalo, Shark 2 - L’abisso
- Fabrizio Pucci in Lock & Stock - Pazzi scatenati
- Riccardo Rossi in Snatch - Lo strappo
- Vittorio De Angelis in Fantasmi da Marte
- Francesco Pannofino in The One
- Alessandro Ballico in Collateral
- Simone Mori in Cellular
- Luca Ward in London
- Christian Iansante in Revolver
- Andrea Ward in 13 - Se perdi... muori
- Claudio Sorrentino in Professione assassino
- Alessandro D'Errico in Parker
- Alberto Bognanni in Redemption - Identità nascoste

Da doppiatore è sostituito da:
- Pasquale Anselmo in Gnomeo e Giulietta
- Patrizio Prata in Call of Duty